# Segno di Dunphy
Il segno di Dunphy è un segno diagnostico di irritazione peritoneale, e quindi di peritonite iniziale o conclamata.

## Storia
Deve il suo nome al chirurgo statunitense J. Englebert Dunphy (1908-1981), che per primo lo descrisse come segno di irritazione peritoneale nel 1953.

## Descrizione
Consiste nell'aumento del dolore addominale dopo esecuzione di un colpo di tosse da parte del paziente. Il dolore può essere localizzato o diffuso, a seconda del grado di infiammazione; la sede del dolore dipende invece dalla sede dell'affezione.
Nell’inquadramento diagnostico dei casi di dolore addominale acuto, risulta utile assieme ad altri segni, più o meno specifici, come il segno di Blumberg, il segno di McBurney, il segno di Murphy... In maniera analoga al segno di Blumberg, il dolore è dovuto allo sfregamento dei foglietti sierosi del peritoneo che sono interessati dal processo infiammatorio.